# Стела Нина Макартни
Стела Нина Макартни (рођена 13. септембра 1971. године) је енглеска модна дизајнерка. Она је ћерка америчке фотографкиње, музичаркe и активисткиње за права животиња, Линде Макартни и текстописца и певача, бившег члана групе Битлси, Пола Макартнија. Као и њени родитељи, Макартни је присталица права животиња и посебно је позната по томе што у свом раду користи вегетаријанске и животињске алтернативе.

## Детињство и младост
Макартни је рођена 13. септембра 1971. године у болници Кинг'с Колеџ у Лондону, друго је дете америчке фотографкиње Линде Макартни и бившег члана групе Битлси, Пола Макартнија. Име је добила по прабаки мајке (обе баке Линде Макартни су се звале Стела). Као мала девојчица Макартни је путовала по свету са својим родитељима и њиховом групом Вингс, заједно са својом браћом и сестрама: старијом полусестром Хедер (коју је Паул Макартни усвојио), старијом сестром Мари и млађим братом Џејмсом. Према њеном оцу, име Вингс инспирисано је Стелиним тешким порођајем. Док му се ћерка порођала хитним царским резом, Пол је седео испред операционе сале и молио се да се роди "на крилима анђела". (Мајка јој је била Јеврејка. Упркос својој слави, Макартнијеви су желели да њихова деца воде што нормалнији живот, па су Стела и њена браћа и сестре похађали локалне државне школе у Источном Сасексу, а једна од њих Bexhill College. Макартни је рекла да је, док је похађала државну школу, била жртва насиља и да је и сама била насилница.

## Каријера

### Почетак
Макартни се заинтересовала за дизајн одеће још као девојчица. Са тринаест година дизајнирала је своју прву јакну. Три године касније стажирала је код Кристијана Лакроа, радећи на својој првој колекцији високе моде, и развијала је своје вештине радећи неколико година за Едварда Сектона, кројача свог оца који је имао своју радњу у улици Савиле Ров.
Основне студије је стекла на Равенсбурн колеџу за дизајн и комуникацију, а затим модни дизајн на Централ Сент Мартинс универзитету почетком деведесетих; дипломирала је 1995. Колекцију су представиле пријатељице и супермодели Наоми Кембел, Јасмин Ле Бон и Кејт Мос - бесплатно - на матурској писти. Колекција је приказана уз песму коју је написао њен познати отац, под називом, "Stella May Day".
Макартни, доживотни вегетаријанац, у својим креацијама не користи кожу ни крзно. Гардијан ју је 2015. описао као "доследну и гласну" заговорницу права животиња. Неки од Макартнијевих дизајна имају текст који се односи на њену политику „без животиња“; на пример, једна од њених јакни за Адидас на рукаву има натпис "погодна за спортске вегетаријанце". Неколико њених чизама израђених од вештачких материјала и пластике посебно су пласиране као вегански прихватљиве,али употреба синтетике на бази уља изазива одређену сумњу у еколошком смислу.
2001. године Макартни је покренула сопствену модну кућу под својим именом у заједничком улагању са Гучи Груп (сада Керинг) и приказала своју прву колекцију у Паризу. Макартни сада управља са 17 самосталних продавница укључујући и продавнице на: Менхетн Сохо-у, лондонском Маифаир-у, Лос Анђелеском Вест Холивуду, Париском 'Палац Ројал, Барселонином Пасаж де Грациа и Милан, а однедавно и у Риму, Мајамију и Хјустону.
Макартни је 2003. године лансирала свој први парфем, Стела. У јануару 2007. године Макартни је лансирала линију за негу коже CARE. 100% органска линија укључује седам производа, од млека за чишћење, направљеног од лимуна и кајсије, до зеленог чаја и цветне воде цвета липе. 2008. године лансирала је нову линију доњег рубља. У новембру 2010. године покренута је колекција Стела Макартни Кидс за новорођенчад и децу до 12 година. У јуну 2012. Макартни је позвала Соул Ребелс Брасс Банд да наступи на њеној пролећној модној ревији 2013. која је одржана на њујоршком гробљу у Њујорку 11. јуна 2012. Остали позвани гости били су Ен Хатавеј, Џим Кери, Ана Винтур, Ени Либовиц, Лорен Хатон, Ејми Полер, Соланж Ноулс, Грета Гервиг и Андре Леон Талеј. Такође у 2012. години, Макартни је било део књиге "Приручник о одрживој моди".
У новембру 2016. Макартни је лансирала своју прву колекцију мушке одеће. Макартни је рекла да јој је отац послужио као инспирација.
У априлу 2018., након 17 година партнерства са Керингом, Стела Макартни одлучила је да купи део модног гиганта своје компаније и преузме управљање над својим модним царством. Макартни је била дизајнерка хаљине за венчање Меган Маркл. Касније је створила 46 реплика хаљине, 23 у љиљан белој боји и 23 у оникс црној боји, за своју колекцију Made with Love, од којих је свака коштала 3.500 фунти.
Дана 15. октобра 2018. године Стела Макартни је најавила покретање фондације Стела Макартни Керс - добротворне организације посвећене борби против рака дојке. Узрок је заиста близак Макартнијевој, јер је 1998. године изгубила мајку због ове болести. Добротворна организација ће донирати 1.000 Louis Listening грудњака за жене које су биле подвргнуте оперативном лечењу рака дојке.

### Сарадња
Макартни је покренула заједничко улагање са Адидасом, успостављајући дугорочно партнерство са корпорацијом у септембру 2004. Ова линија је колекција спортских перформанси за жене.
У јануару 2010. године Макартни је најавила да ће сарађивати са Дизнијем да би створила колекција накита инспирисана Алисом из Земље Чуда. У јулу исте године, заједно са ПЕТА-ом и еко дизајнером Атомом Цианфаранијем, Макартни је радила на подношењу петиције британском Министарству одбране да прекине употребу крзна канадских Црних медведа за капе својих чувара. За сада војска није преузела ову промену.
У јулу 2011. учествовала је на модној ревији The Brandery у Барселони.
У децембру 2018. Макартни је најавила да ће у сарадњи са Уједињеним народима покренути ново поглавље модне индустрије у вези са климатским променама. 
У августу 2019. америчка кантауторка Тејлор Свифт удружила се са Макартнијевом како би издала модну линију инспирисану Свифтовим седмим студијским албумом Lover, пројект назван "Stella X Taylor Swift"

### Тим ВБ
У септембру 2010. године Стела Макартни је именована за креативног директора Теам ВБ-а за Олимпијске игре 2012. од стране Адидас-а - То је први пут у историји игара да је водећи модни дизајнер дизајнирао одећу за тим земље у свим такмичењима и за олимпијске и за Параолимпијске игре. У марту 2012. године, тим ВБ је јавно приказан. Макартни је наставила ову улогу на Летњим олимпијским играма 2016. године.

## Награде и медији
Стела Макартни је добила награду VH1 / Воуг Дизајнер године 2000. године у Њујорку. Њен отац Пол јој је уручио награду; захвалила му је у говору о прихватању и награду посветила покојној мајци. 2000. године Макартни је добила награду Жена храброст за рад против рака на престижном догађају Незаборавно вече (2003., Лос Анђелес), награду Гламур за најбољег дизајнера године (2004, Лондон), Звездано признање при Фешн Груп Интернашнал Најт оф д Старс (2004,Њујорк), награда Органик Стајл Вумен (2005, Њујорк), награда Еле Стил за најбољу дизајнерицу године (2007, Лондон), најбољи дизајнер године за Британски стил (2007, Лондон), шпанска Ел награда за најбољег дизајнера (2008, Барселона), Зелени дизајнер године на додели награда АЦЕ (2008,Њујорк ), а 2009. године награђена од стране НРДЦ-а, представљена је у часопису Тајм 100 и призната као Жена године у Гламур магазину. У новембру 2011. Британско веће моде јој је уручило награду Црвени тепих. Постављена је за официра Реда Британског Царства (ОБЕ) у новогодишњој части за допринос у свету моде.
У 2012. Макартни је била међу британским културним иконама које је уметник Сер Петер Блејк одабрао да би се представио у новој верзији свог уметничког дела - Тhe Beatles' Sgt. Pepper's Lonely Hearts Club Band - да прослави британске културне личности из свог живота, којима се највише диви. Фебруара 2013. године оцењена је као једна од 100 најмоћнијих жена у Великој Британији „Woman's Hour“ на БиБиСи Радио 4.
Макартнии је 2017. године на Модним наградама 2017 добио посебно признање за иновативност

## Лични живот
Макартни се удала за британског издавача Аласдхаира Вилиса 30. августа 2003. године у кући Маунт Стјуарт на острву Бјут. Њена свадбена хаљина била је прерађена верзија венчанице њене мајке са њене церемоније венчања у марту 1969. за Паула Макартнија. Вилис ради као креативни директор обуће марке Хантер. Године 2015. проглашен је једним од 50 најбоље обучених британских мушкараца.
Макартни и Вилис имају четворо деце: синови Милер Аласдхаир Џејмс Вилис (рођен 2005.)  и Бекетт Роберт Ли Вилис (рођен 2008.) и ћерке Бејли Линда Олвин Вилис (рођена 2006.)  и Рејли Дилис Стела Вилис (рођена 2010).
Стела има млађу полусестру, Беатриче Мили Макартни, рођену 28. октобра 2003.од оцу и његове друге супруге Хедер Милс.
2018. Стелла је рекла: "Када је моја мама умрла, тата, мој брат и ја отишли смо да видимо Махариши ... Осетила сам прилично јаку реакцију над којом нисам осећала контролу. Вероватно сам пригушила своје емоције и почела сам да паничим,и да имам физичке реакције на тај губитак "Тврдила је да је трансцендентална медитација готово моментално утицала на њену способност да се носи с тиме. "Доста ми је помогло у време када ми је заиста била потребна помоћ ... Нисам хтела да одвојим новац за то. Али, знате, то је вероватно била најбоља инвестиција коју сам икада направила."